# Indische Cricket-Nationalmannschaft in England in der Saison 2002
Die Tour der indischen Cricket-Nationalmannschaft nach England in der Saison 2002 fand vom 20. Juli bis zum 9. September 2002 statt. Die internationale Cricket-Tour war Teil der internationalen Cricket-Saison 2002 und umfasste vier Test Matches. Die Testserie ging 1–1 aus.

## Vorgeschichte
Beide Mannschaften spielten zuvor, zusammen mit Sri Lanka ein Drei-Nationen-Turnier. Das letzte Aufeinandertreffen der beiden Mannschaften bei einer Tour fand in der Saison 2001/02 in Indien statt.

## Stadien
Die folgenden Stadien wurden für die Tour als Austragungsorte vorgesehen.
| Stadion               | Stadt      | Kapazität | Spiele  |
| --------------------- | ---------- | --------- | ------- |
| Headingley Stadium    | Leeds      | 17.000    | 3. Test |
| The Oval              | London     | 23.500    | 4. Test |
| Lord’s Cricket Ground | London     | 30.000    | 1. Test |
| Trent Bridge          | Nottingham | 15.350    | 2. Test |

## Kader
England benannte seinen Kader am 20. Juli 2002.
| Test | Test |
| England | Indien |
| --- | --- |
| - Nasser Hussain (K) - Mark Butcher - Andy Caddick - Dominic Cork - John Crawley - Andrew Flintoff - Ashley Giles - Stephen Harmison - Matthew Hoggard - Simon Jones - Robert Key - Alec Stewart (wk) - Graham Thorpe - Marcus Trescothick - Alex Tudor - Michael Vaughan - Craig White | - Sourav Ganguly (K) - Ajit Agarkar - Sanjay Bangar - Rahul Dravid - Wasim Jaffer - Zaheer Khan - Anil Kumble - VVS Laxman - Ashish Nehra - Parthiv Patel - Ajay Ratra (wk) - Virender Sehwag - Harbhajan Singh - Sachin Tendulkar |

## Tour Matches
| 20.–22. Juli Scorecard | Southampton | Indians 236 (81.1) & 139-4d (41.2) | – | Hampshire 123 (37.3) & 186 (46.2) |
|                        |             | Indians gewinnt mit 66 Runs        |   |                                   |

| 31. Juli–3. August Scorecard | Worcester | Indians 417-8d (105) | – | Worcestershire 200-6 (54) |
|                              |           | Remis                |   |                           |

| 14.–17. August Scorecard | Chelmsford | Indians 516 (129.4) & 327-6d (88) | – | Essex 279 (75.4) & 186-3 (56) |
|                          |            | Remis                             |   |                               |

| 28.–30. August Scorecard | Derby | Indians 445-8d (121.1) & 182-3 (43.3) | – | Derbyshire 358 (100.5) |
|                          |       | Remis                                 |   |                        |

## Test Matches

### Erster Test in London (Lord’s)
| 25.–29. Juli Scorecard | London | England 487 (142.2) & 301-6d (64.4) | – | Indien 221 (81.5) & 397 (109.4) |
|                        |        | England gewinnt mit 170 Runs        |   |                                 |

### Zweiter Test in Nottingham
| 8.–12. August Scorecard | Nottingham | Indien 357 (101.1) & 424-8d (115) | – | England 617 (144.5) |
|                         |            | Remis                             |   |                     |

### Dritter Test in Leeds
| 22.–26. August Scorecard | Leeds | Indien 628-8d (180.1)                        | – | England 273 (89) & 309 (110.5) (f/o) |
|                          |       | Indien gewinnt mit einem Innings und 46 Runs |   |                                      |

### Vierter Test in London (Oval)
| 5.–9. September Scorecard | London | England 515 (155.4) & 114-0 (28) | – | Indien 508 (170) |
|                           |        | Remis                            |   |                  |

## Statistiken
Die folgenden Cricketstatistiken wurden bei dieser Tour erzielt.
| Tests            | Tests      | Tests   | Tests   | Tests   | Tests   | Tests   | Tests   | Tests   |
| Batting          | Batting    | Batting | Batting | Batting | Batting | Batting | Batting | Batting |
| Spieler          | Mannschaft | Spiele  | Innings | Runs    | Average | HS      | 100s    | 50s     |
| ---------------- | ---------- | ------- | ------- | ------- | ------- | ------- | ------- | ------- |
| Michael Vaughan  | England    | 4       | 7       | 615     | 102,50  | 197     | 3       | 1       |
| Rahul Dravid     | Indien     | 4       | 6       | 602     | 100,33  | 217     | 3       | 1       |
| Sachin Tendulkar | Indien     | 4       | 6       | 401     | 66,83   | 193     | 1       | 2       |
| Sourav Ganguly   | Indien     | 4       | 6       | 351     | 58,50   | 128     | 1       | 3       |
| Nasser Hussain   | England    | 4       | 6       | 315     | 52,50   | 155     | 2       | 0       |
| Bowling          |            |         |         |         |         |         |         |         |
| Spieler          | Mannschaft | Spiele  | Overs   | Wickets | Average | BBI     | 5W      | 10W     |
| Anil Kumble      | Indien     | 3       | 174.1   | 14      | 36,00   | 4/66    | 0       | 0       |
| Matthew Hoggard  | England    | 4       | 160     | 14      | 38,07   | 4/87    | 0       | 0       |
| Harbhajan Singh  | Indien     | 3       | 135.4   | 12      | 34,16   | 5/115   | 1       | 0       |
| Zaheer Khan      | Indien     | 4       | 147     | 11      | 43,90   | 3/90    | 0       | 0       |
| Ajit Agarkar     | Indien     | 4       | 118.3   | 8       | 61,00   | 2/59    | 0       | 0       |

## Player of the Series
Als Player of the Series wurden die folgenden Spieler ausgezeichnet.
| Serie | Player of the Series         |
| ----- | ---------------------------- |
| Test  | Rahul Dravid Michael Vaughan |

### Player of the Match
Als Player of the Match wurden die folgenden Spieler ausgezeichnet.
| Spiel   | Player of the Match |
| ------- | ------------------- |
| 1. Test | Nasser Hussain      |
| 2. Test | Michael Vaughan     |
| 3. Test | Rahul Dravid        |
| 4. Test | Rahul Dravid        |